# Henneberg
Henneberg var tidigare ett grevskap vid nedre Werra norra Franken.
Det hade en yta på omkring 2000 km med 105000 invånare (1803). Grevskapet hade sitt namn efter den i Tyska bondekriget förstörda borgen Henneberg vid Meiningen.  Grevarna av Henneberg härstammade från en gammal grevesläkt från Grabfeld och nämnas först under 1000-talet. Den mest
betydande medlemmen av ätten var Bertold VII (d. 1340), kejsar Henrik VII:s inflytelserike rådgifvare, som 1310 fick riksfurstlig
värdighet. 
När ätten utslocknade (1583), delades dess besittningar mellan Hessen, biskopen av Würzburg samt den albertinska och den ernestinska linjen (som fick största delen) i Sachsen. 1660 då det skiftades de ernestiska besittningara mellan de thüringska småstaterna Sachsen-Weimar, Sachsen-Gotha och Sachsen-Zeitz. Den albertinska linjens andel tillföll Preussen 1815. 